# Final de la FA Cup de 2003

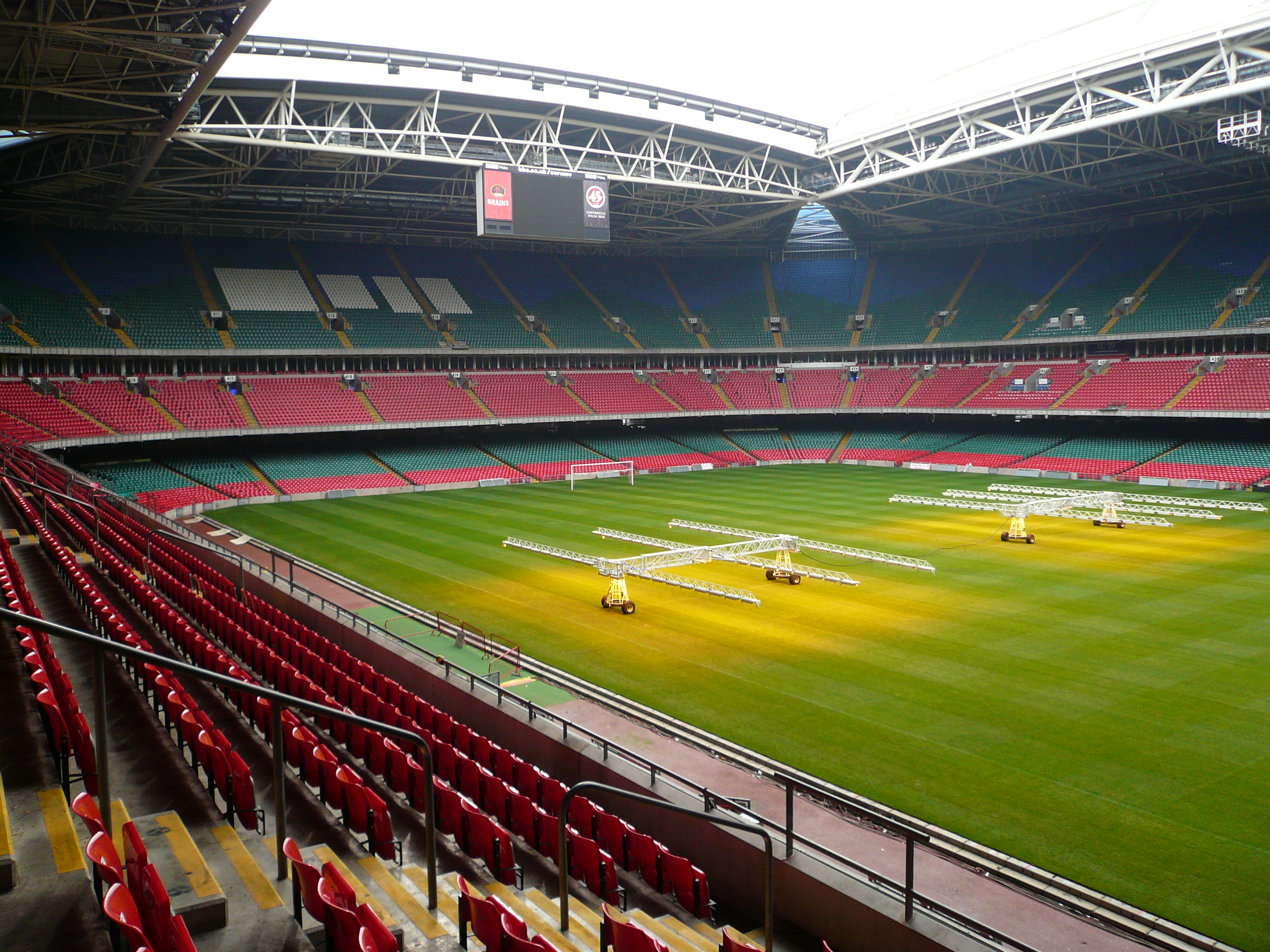
La final se disputó en el Millennium Stadium, situado en la ciudad de Cardiff.

La final de la FA Cup de 2003 fue la centésima vigésima segunda final de la Football Association Challenge Cup, conocida como FA Cup, la copa doméstica de fútbol más antigua de todo el mundo. El encuentro tuvo lugar el domingo 17 de mayo de 2003 en el Millennium Stadium, situado en Cardiff, y lo presenció una multitud de 73 726 personas. Era la tercera ocasión consecutiva en la que la final se disputaba en este estadio, a causa de la reconstrucción que se estaba llevando a cabo en aquellos momentos del estadio de Wembley, que era la sede oficial. Fue también la primera final de esta competición que no se disputó al aire libre, sino con el campo cubierto por el mal tiempo. Los clubes que disputaron el partido fueron el Arsenal Football Club, vigente campeón, y el Southampton Football Club. Esta era la decimoséptima aparición del Arsenal en una final y la cuarta del Southampton.
Al pertenecer ambos equipos a la Premier League, tanto Arsenal como Southampton accedieron a la FA Cup en la tercera ronda, por lo que necesitaron superar cinco rondas cada uno para llegar a la final. El Arsenal comenzó la competición de una manera convincente, ganando todos los partidos en sus tres primeras rondas, pero necesitó repetir el encuentro de la sexta frente al Chelsea para derrotarle. El Southampton, en cambio, necesitó la repetición del encuentro en la cuarta ronda para ganarle al Millwall. El Arsenal llegó al partido final como favorito, habiendo derrotado al Southampton por seis goles a uno nueve días antes en un partido de liga. El portero David Seaman ejerció la función de capitán por la ausencia de Patrick Vieira, que estaba lesionado; este sería el último partido de Seaman en el equipo. En la línea defensiva del Southampton, Chris Baird hizo su segunda aparición en un partido oficial. Chris Marsden capitaneó a su conjunto, puesto que el habitual capitán, Jason Dodd, sufría una lesión.
El Arsenal fue el que mejor comenzó el partido y anotó el que sería el gol de la victoria en los minutos finales de la primera parte. En la mitad de la segunda parte, el portero del Southampton, Antti Niemi, tuvo que ser sustituido, ya que había sufrido un esguince en su pantorrilla; Paul Jones lo reemplazó. En el tiempo de descuento, el delantero James Beattie cabeceó un balón, pero Ashley Cole lo despejó bajo palos en lo que fue la última ocasión de la final para el Southampton.
La victoria del Arsenal le convirtió en el primer equipo que se proclamaba campeón dos años consecutivos desde que lo hiciera el Tottenham Hotspur en 1982. Más tarde, se enfrentó al campeón de liga, el Manchester United, en la Community Shield. Dado que el Arsenal ya se había clasificado para la Liga de Campeones de la UEFA 2003-04 por su posición en liga —quedó segundo, a cinco puntos del Manchester United— el Southampton se hizo con una plaza para participar en la Copa de la UEFA de la siguiente temporada.

## Camino a la final

### Arsenal
| Ronda                                                         | Rival                 | Resultado |
| ------------------------------------------------------------- | --------------------- | --------- |
| Tercera                                                       | Oxford United (l)     | 2–0       |
| Cuarta                                                        | Farnborough Town (v)  | 1–5       |
| Quinta                                                        | Manchester United (v) | 0–2       |
| Sexta                                                         | Chelsea (l)           | 2–2       |
| Sexta                                                         | Chelsea (v)           | 1–3       |
| Semifinal                                                     | Sheffield United (n)  | 1–0       |
| Leyenda: (l) = Local; (v) = Visitante; (n) = Estadio neutral. |                       |           |

Al ser un club de la Premier League, el Arsenal accedió a la competición en la tercera ronda. El 4 de enero de 2003, en su primer partido, se impuso por 2 a 0 al Oxford United. El centésimo gol para el equipo del delantero Dennis Bergkamp y un tanto en propia puerta del defensa Scott McNiven supusieron el avance a la siguiente ronda. En esta, el Arsenal se enfrentó al Farnborough Town, un equipo que no participaba en ninguno de los niveles de la Football League. En principio, el encuentro debía llevarse a cabo en Cherrywood Road, el estadio local del Farnborough Town, pero se disputó finalmente en Highbury a causa de la seguridad. El Farnborough inició el encuentro como local y concedió el primer gol en el minuto 19, el cual lo anotó el defensa Sol Campbell. Tras este tanto, el equipo local se quedó con diez jugadores después de la expulsión de Christian Lee. Francis Jeffers marcó dos goles antes de que Rocky Baptiste anotara el único para su equipo, superando al defensa rival Pascal Cygan y al portero Stuart Taylor, a pesar de que el guardameta detuvo el primer tiro. Lauren y Dennis Bergkam metieron un gol cada uno en los quince últimos minutos de partido para dar al Arsenal una victoria por 5 a 1.
El Arsenal tuvo que enfrentarse al Manchester United en Old Trafford el 16 de febrero de 2003 en un partido correspondiente a la quinta ronda. Después de que Ryan Giggs desaprovechase una oportunidad para darle la ventaja a su equipo en el marcador, fue Edu Gaspar el que adelantó al Arsenal mediante un tiro libre que golpeó en el hombro de David Beckham y salió desviado antes de entrar en la portería. El delantero Sylvain Wiltford anotó el segundo tanto del partido en el minuto 52 de juego, pateando el balón al fondo de la meta de Fabien Barthez a pase de Edu. El capitán del Arsenal, Patrick Vieira, comentó lo siguiente acerca de la actuación de su equipo: «Cuando perdimos aquí nuestro encuentro de liga, supimos que había sido por el centro del campo. Tuvimos que arreglar eso y lo conseguimos». En la sexta ronda, el sorteo emparejó al Arsenal como local con el Chelsea, emulando la final del año anterior. El defensor del Chelsea John Terry adelantó a su conjunto culminando una jugada con un cabezazo. Poco después, el Arsenal respondió a este tanto remontando gracias a Jeffers y Thierry Henry. Frank Lampard marcó un gol tardío que significaba el empate, por lo que el partido tendría que repetirse en Stamford Bridge. Un gol en su propia portería de Terry y un golpeo de Wiltord en el espacio de siete minutos dieron al Arsenal una ventaja sobre el Chelsea en el encuentro de repetición. Aunque se quedó con diez jugadores tras la expulsión de Cygan y Terry marcó un tanto de cabeza, Lauren anotó un gol para el equipo visitante que le dio el pase a la semifinal. En la semifinal, la cual se disputó el 13 de abril de 2003 en Old Trafford, Freddie Ljungberg marcó el gol ganador frente al Sheffield United. De este modo, el Arsenal alcanzó su tercera final de la FA Cup consecutiva. El encuentro de la semifinal tuvo como protagonista a David Seaman, quien en su milésimo partido, desbarató una clara ocasión del Sheffield United, que hubiese significado el empate.

### Southampton
| Ronda                                                         | Rival                       | Resultado |
| ------------------------------------------------------------- | --------------------------- | --------- |
| Tercera                                                       | Tottenham Hotspur (l)       | 4–0       |
| Cuarta                                                        | Millwall (l)                | 1–1       |
| Cuarta                                                        | Millwall (v)                | 1–2       |
| Quinta                                                        | Norwich City (l)            | 2–0       |
| Sexta                                                         | Wolverhampton Wanderers (l) | 2–0       |
| Semifinal                                                     | Watford (n)                 | 1–2       |
| Leyenda: (l) = Local; (v) = Visitante; (n) = Estadio neutral. |                             |           |

Al igual que el Arsenal, el Southampton pasó directamente hasta la tercera ronda por participar en la Premier League. En su primer encuentro, se impuso por 4-0 al Tottenham Hotspur, otro conjunto de la misma categoría. Un gol del defensa Michael Svensson en la primera mitad y tres de Jo Tessem, Anders Svensson y James Beattie en la segunda, materializaron la segunda victoria consecutiva del equipo frente al Tottenham, después de haberle ganado en el día de Año Nuevo en un encuentro correspondiente a la competición doméstica. En la cuarta ronda, disputada el 25 de enero de 2003, el rival del Southampton fue el Millwall, equipo que militaba en la First Division, la segunda categoría. El encuentro se llevó a cabo en el estadio local del Southampton, el St Mary's Stadium. Los locales se adelantaron gracias a un tanto del delantero Steve Claridge, pero Kevin Davies empató el encuentro para los visitantes a un minuto y medio del final después de que su tiro saliese rebotado y entrase en la portería. En la repetición de la eliminatoria, el centrocampista Matthew Oakley marcó dos veces —una en cada mitad del partido— para el Southampton, lo que anuló el tanto de Steven Reid.
El partido correspondiente a la quinta ronda enfrentó al Southampton y al Norwich City el 5 de febrero en el estadio del Southampton. En tres minutos, Svensoon y Tessem consiguieron dos goles que les hicieron avanzar hasta los cuartos de final. Claus Lundekvam, defensa del Southampton, satisfecho con la victoria, dijo después del partido: «Cuando llegas hasta aquí en la competición tienes que creer que puedes ganarla». El club se enfrentó a los Wolverhampton Wanderers en casa en la siguiente ronda. El exjugador de los Wolves Chris Marsden le dio al Southampton una ventaja de un gol en el minuto 56 y, cuando quedaban nueve minutos para el final, el equipo la amplió cuando un tiro de Tessem salió desviado tras pasar por debajo de las piernas de Paul Butler y entró en la portería. La victoria supuso la primera llegada del Southampton a las semifinales en diecisiete años. El 13 de abril en Villa Park, se enfrentó al Watford, equipo de la First Division. Brett Ormerod inauguró el marcador del encuentro a falta de dos minutos para el descanso y propició el segundo gol, el cual lo anotó el defensa del Watford Paul Robinson en propia meta. A pesar del tanto de Marcus Gayle, el Southampton se hizo con el encuentro.

## Pre-partido
Esta era la decimoséptima ocasión en la que el Arsenal llegaba a la final de la FA Cup. Antes, se había hecho con el trofeo ocho veces —en 1930, 1936, 1950, 1971, 1979, 1993, 1998 y 2002— y había caído derrotado en esta ronda en otras siete, siendo la más reciente la final de 2001. Por otra parte, era la cuarta aparición del Southampton en esta ronda de la competición. Su mejor resultado se había producido en 1976, cuando se impuso al Manchester United para ganar la copa por primera y única vez en la historia.
Ambos clubes recibieron 25 000 entradas para el partido, mientras que las 25 000 restantes les fueron concedidas a otros equipos. 17 000 de esas entradas correspondieron a aquellos aficionados del Southampton que dispusiesen de un abono para toda la temporada. Las entradas más caras excedían las 80 libras y las más baratas costaban 25. Las localidades del Southampton se encontraban en la grada sur —South Stand—, que era la más grande del estadio, y las del Arsenal estaban en el fondo contrario. Aunque los aficionados del Southampton se quejaron por la localización de sus asientos, Rupert Lowe, director general del club, se negó a criticar la decisión de la FA alegando que: «La realidad es que hay mucha gente que quiere ir allí y nunca hay suficientes entradas». En la previa del partido, el South Wales Echo reportó que muchas entradas habían sido puestas a la venta en el mercado negro por veinte veces su precio original.
Nueve días antes de la final, los dos equipos se enfrentaron entre ellos en un partido liguero celebrado en Highbury. Al no tener posibilidades de alzarse campeón en esta competición tras la derrota con el Leeds United, el entrenador del Arsenal Arsène Wenger dio descanso a varios de sus jugadores. El técnico del Southampton Gordon Strachan hizo lo propio al dejar en el banquillo a seis de los jugadores habituales en el once inicial. El extremo Jermaine Pennant consiguió un triplete en su partido de debut, los mismos que Pirès, lo que dio lugar a una victoria por 6 a 1. Strachan, quien creía que este resultado en el partido previo cambiaría poco sus opciones de hacerse con el título copero, dijo: «Hay pocas opciones de que Southampton levante el trofeo. No se esperaba que llegáramos a la final y ya hemos conseguido una plaza en la Copa de la UEFA». Wenger aceptó que su equipo fuese favorito pero esperaba que «el Southampton juegue a un nivel máximo contra nosotros y sea un equipo muy diferente al que nos enfrentamos en la liga».
Tony Henry, un cantante de ópera del sur de Londres, interpretó el himno tradicional de las finales de la FA Cup, titulado «Abide with Me» —traducido al español: «Cumplid conmigo»—. Sir Bobby Robson fue el invitado especial de la final y realizó varias tareas que están habitualmente reservadas a la realeza, como, por ejemplo, entregar el trofeo al capitán del equipo ganador. La fuerte lluvia que cayó el viernes por la noche en Cardiff y las previsiones de chubascos propiciaron que la final fuese la primera que se celebrara a cubierto; se cerró el techo retractable de estadio y se emplearon focos para alumbrar el terreno de juego.

## Desarrollo del partido

### Elección de las alineaciones
Vieira no pudo disputar el partido a causa de la lesión de tobillo que sufría, por lo que Seaman tomó el cargo de capitán, ya que iba a ser su último partido con el equipo. Al estar Campbell suspendido y tener Cygan una torcedura en el muslo, Steve Curry e Ian Gibb, ambos periodistas del Daily Mail, revelaron la noche antes de la final que el mediocentro Kolo Touré actuaría de «defensa central de emergencia». Sin embargo, Wenger alineó a Oleg Luzhny con Martin Keown, quien no había jugado el partido del domingo anterior frente al Sunderland en el Stadium of Light. En el caso del Southampton, la ausencia más significativa era la del delantero Marian Pahars, que se había sometido a una tercera operación quirúrgica para tratar de recuperarse de una problemática lesión de tobillo. El defensa Chris Baird hizo su segunda aparición en el once inicial de un partido de competición oficial y Chris Marsden capitaneó al Southampton dada la ausencia de Jason Dodd a causa de una lesión. A pesar de que ambos equipos emplearon un 4-4-2 como formación, Bergkamp se posicionó en el terreno de juego por detrás de Henry, actuando como segundo delantero.

### Resumen
El Arsenal creó la primera ocasión cuando solo se habían disputado veinticuatro segundos de partido y Ljungberg le pasó la bola a Henry, dejándole solo en la banda derecha. El delantero empleó su velocidad para superar a Lundekvam, aunque su tiro lo detuvo después el portero Antti Niemi. Chris Baird desbarató en la línea de gol un nuevo intento de gol de Bergkamp en el octavo minuto, después de que Niemi rechazase el tiro inicial de Henry. El Southampton gozó de su primera oportunidad en el minuto quince con un tiro alto; a pesar de superar a la defensa del Arsenal, la volea de Svensson, que se había quedado solo, se fue por encima del travesaño. Siete minutos antes del descanso, el Arsenal se adelantó. Henry recibió el balón de Parlour y se lo pasó a Bergkamp, el cual hizo lo propio con Ljungberg. Este último disparó pero su tiro fue blocado. La pelota salió hacia la posición de Pirès, quien empleó un toque para acomodárselo y otro para tirar. Aunque Niemi tocó el balón, no fue capaz de desviarlo lo suficiente. El Arsenal desperdició otras ocasiones que hubiesen ampliado su ventaja. En una de ellas, Pirès remató alto a pase de Henry y, en otra, Bergkamp realizó un tiro desviado que Ljunberg no fue capaz de rematar a puerta.
Tras el descanso, el Southampton saltó al campo y comenzó a presionar a sus rivales. En los primeros instantes de la segunda mitad, Paul Telfer se hizo con el balón tras un mal despeje de Seaman y lo pasó a Ormerod, pero su tiro fue finalmente interceptado por Luzhny. Minutos después, Beattie no aprovechó la ventaja que le había proporcionado Oakley con un pase y su tiro salió desviado. El Arsenal recuperó la posesión y en el minuto 52 estuvo cerca de ampliar su marcador. En el área pequeña del Southampton, Bergkamp regateó a Ormerod antes de chutar. No obstante, su tiro lo palmeó Niemi y el rechace lo mandó Ljungberg al lateral de la red de la portería. Telfer no cabeceó bien un saque de esquina del Southampton, momentos antes de que Niemi impidiese de nuevo un gol de Henry. En el minuto 65 de juego, Niemi se lesionó en un intento de despejar el balón y tuvo que ser sustituido por el portero reserva, Paul Jones. Ambos equipos hicieron sus cambios en el tercio final del encuentro: Wiltord entró por Bergkamp y Tessem reemplazó a Svensson. Seaman salvó un remate de Ormerod a falta de 10 minutos para la conclusión de la final. En el cuarto minuto del tiempo añadido, el Southampton obtuvo un saque de esquina. Un cabezazo de Beattie iba dirigido a puerta pero Ashley Cole sacó el balón desde la línea de gol y lo mandó a córner. Pirès despejó la bola en la última oportunidad del partido, que acabó con un resultado de 1-0.

### Ficha
| 1     | POR   | David Seaman       |  |
| 12    | DEF   | Lauren Etame Mayer |  |
| 5     | DEF   | Martin Keown       |  |
| 22    | DEF   | Oleg Luzhny        |  |
| 3     | DEF   | Ashley Cole        |  |
| 7     | MED   | Robert Pirès       |  |
| 15    | MED   | Ray Parlour        |  |
| 19    | MED   | Gilberto Silva     |  |
| 8     | MED   | Fredrik Ljungberg  |  |
| 10    | DEL   | Dennis Bergkamp    |  |
| 14    | DEL   | Thierry Henry      |  |
| D. T. | D. T. | Arsène Wenger      |  |

| 14    | POR   | Antti Niemi      |  |
| 32    | DEF   | Chris Baird      |  |
| 5     | DEF   | Claus Lundekvam  |  |
| 11    | DEF   | Michael Svensson |  |
| 3     | DEF   | Wayne Bridge     |  |
| 33    | MED   | Paul Telfer      |  |
| 8     | MED   | Matthew Oakley   |  |
| 12    | MED   | Anders Svensson  |  |
| 4     | MED   | Chris Marsden    |  |
| 36    | DEL   | Brett Ormerod    |  |
| 9     | DEL   | James Beattie    |  |
| D. T. | D. T. | Gordon Strachan  |  |

| 11 | Delantero | Sylvain Wiltord | 77' |

| 1  | Guardameta     | Paul Jones        | 66' |
| 21 | Delantero      | Jo Tessem         | 75' |
| 29 | Centrocampista | Fabrice Fernandes | 86' |

| 38' | Pirès | 1-0 |

| 30' · 66' | Martin Keown Thierry Henry |

| 31' · 60' · 77' · 90' | James Beattie Paul Telfer Chris Marsden Michael Svensson |

| Principal  | Graham Barber (Hertfordshire) |
| Asistentes | Nigel Miller                  |
|            | Keith Stroud                  |
| Cuarto     | Mike Dean                     |

|                    | [[Archivo:{{{BANDERA LOCAL}}}\|border\|30px]] | [[Archivo:{{{BANDERA VISITA}}}\|border\|30px]] |
| Tiros              | 12                                            | 14                                             |
| Tiros a puerta     | 5                                             | 10                                             |
| Faltas             | 10                                            | 18                                             |
| Saques de esquina  | 4                                             | 8                                              |
| Fueras de juego    | 3                                             | 3                                              |
| Posesión del balón | 59%                                           | 41%                                            |

| Alineación inicial |

| 1     | POR   | David Seaman       |  |
| 12    | DEF   | Lauren Etame Mayer |  |
| 5     | DEF   | Martin Keown       |  |
| 22    | DEF   | Oleg Luzhny        |  |
| 3     | DEF   | Ashley Cole        |  |
| 7     | MED   | Robert Pirès       |  |
| 15    | MED   | Ray Parlour        |  |
| 19    | MED   | Gilberto Silva     |  |
| 8     | MED   | Fredrik Ljungberg  |  |
| 10    | DEL   | Dennis Bergkamp    |  |
| 14    | DEL   | Thierry Henry      |  |
| D. T. | D. T. | Arsène Wenger      |  |

| 14    | POR   | Antti Niemi      |  |
| 32    | DEF   | Chris Baird      |  |
| 5     | DEF   | Claus Lundekvam  |  |
| 11    | DEF   | Michael Svensson |  |
| 3     | DEF   | Wayne Bridge     |  |
| 33    | MED   | Paul Telfer      |  |
| 8     | MED   | Matthew Oakley   |  |
| 12    | MED   | Anders Svensson  |  |
| 4     | MED   | Chris Marsden    |  |
| 36    | DEL   | Brett Ormerod    |  |
| 9     | DEL   | James Beattie    |  |
| D. T. | D. T. | Gordon Strachan  |  |

| 11 | Delantero | Sylvain Wiltord | 77' |

| 1  | Guardameta     | Paul Jones        | 66' |
| 21 | Delantero      | Jo Tessem         | 75' |
| 29 | Centrocampista | Fabrice Fernandes | 86' |

| 38' | Pirès | 1-0 |

| 30' · 66' | Martin Keown Thierry Henry |

| 31' · 60' · 77' · 90' | James Beattie Paul Telfer Chris Marsden Michael Svensson |

| Principal  | Graham Barber (Hertfordshire) |
| Asistentes | Nigel Miller                  |
|            | Keith Stroud                  |
| Cuarto     | Mike Dean                     |

|                    | [[Archivo:{{{BANDERA LOCAL}}}\|border\|30px]] | [[Archivo:{{{BANDERA VISITA}}}\|border\|30px]] |
| Tiros              | 12                                            | 14                                             |
| Tiros a puerta     | 5                                             | 10                                             |
| Faltas             | 10                                            | 18                                             |
| Saques de esquina  | 4                                             | 8                                              |
| Fueras de juego    | 3                                             | 3                                              |
| Posesión del balón | 59%                                           | 41%                                            |

| Alineación inicial |

| 1     | POR   | David Seaman       |  |
| 12    | DEF   | Lauren Etame Mayer |  |
| 5     | DEF   | Martin Keown       |  |
| 22    | DEF   | Oleg Luzhny        |  |
| 3     | DEF   | Ashley Cole        |  |
| 7     | MED   | Robert Pirès       |  |
| 15    | MED   | Ray Parlour        |  |
| 19    | MED   | Gilberto Silva     |  |
| 8     | MED   | Fredrik Ljungberg  |  |
| 10    | DEL   | Dennis Bergkamp    |  |
| 14    | DEL   | Thierry Henry      |  |
| D. T. | D. T. | Arsène Wenger      |  |

| 14    | POR   | Antti Niemi      |  |
| 32    | DEF   | Chris Baird      |  |
| 5     | DEF   | Claus Lundekvam  |  |
| 11    | DEF   | Michael Svensson |  |
| 3     | DEF   | Wayne Bridge     |  |
| 33    | MED   | Paul Telfer      |  |
| 8     | MED   | Matthew Oakley   |  |
| 12    | MED   | Anders Svensson  |  |
| 4     | MED   | Chris Marsden    |  |
| 36    | DEL   | Brett Ormerod    |  |
| 9     | DEL   | James Beattie    |  |
| D. T. | D. T. | Gordon Strachan  |  |

| 11 | Delantero | Sylvain Wiltord | 77' |

| 1  | Guardameta     | Paul Jones        | 66' |
| 21 | Delantero      | Jo Tessem         | 75' |
| 29 | Centrocampista | Fabrice Fernandes | 86' |

| 38' | Pirès | 1-0 |

| 30' · 66' | Martin Keown Thierry Henry |

| 31' · 60' · 77' · 90' | James Beattie Paul Telfer Chris Marsden Michael Svensson |

| Principal  | Graham Barber (Hertfordshire) |
| Asistentes | Nigel Miller                  |
|            | Keith Stroud                  |
| Cuarto     | Mike Dean                     |

|                    | [[Archivo:{{{BANDERA LOCAL}}}\|border\|30px]] | [[Archivo:{{{BANDERA VISITA}}}\|border\|30px]] |
| Tiros              | 12                                            | 14                                             |
| Tiros a puerta     | 5                                             | 10                                             |
| Faltas             | 10                                            | 18                                             |
| Saques de esquina  | 4                                             | 8                                              |
| Fueras de juego    | 3                                             | 3                                              |
| Posesión del balón | 59%                                           | 41%                                            |

| Alineación inicial |

| 1     | POR   | David Seaman       |  |
| 12    | DEF   | Lauren Etame Mayer |  |
| 5     | DEF   | Martin Keown       |  |
| 22    | DEF   | Oleg Luzhny        |  |
| 3     | DEF   | Ashley Cole        |  |
| 7     | MED   | Robert Pirès       |  |
| 15    | MED   | Ray Parlour        |  |
| 19    | MED   | Gilberto Silva     |  |
| 8     | MED   | Fredrik Ljungberg  |  |
| 10    | DEL   | Dennis Bergkamp    |  |
| 14    | DEL   | Thierry Henry      |  |
| D. T. | D. T. | Arsène Wenger      |  |

| 14    | POR   | Antti Niemi      |  |
| 32    | DEF   | Chris Baird      |  |
| 5     | DEF   | Claus Lundekvam  |  |
| 11    | DEF   | Michael Svensson |  |
| 3     | DEF   | Wayne Bridge     |  |
| 33    | MED   | Paul Telfer      |  |
| 8     | MED   | Matthew Oakley   |  |
| 12    | MED   | Anders Svensson  |  |
| 4     | MED   | Chris Marsden    |  |
| 36    | DEL   | Brett Ormerod    |  |
| 9     | DEL   | James Beattie    |  |
| D. T. | D. T. | Gordon Strachan  |  |

| 11 | Delantero | Sylvain Wiltord | 77' |

| 1  | Guardameta     | Paul Jones        | 66' |
| 21 | Delantero      | Jo Tessem         | 75' |
| 29 | Centrocampista | Fabrice Fernandes | 86' |

| 38' | Pirès | 1-0 |

| 30' · 66' | Martin Keown Thierry Henry |

| 31' · 60' · 77' · 90' | James Beattie Paul Telfer Chris Marsden Michael Svensson |

| Principal  | Graham Barber (Hertfordshire) |
| Asistentes | Nigel Miller                  |
|            | Keith Stroud                  |
| Cuarto     | Mike Dean                     |

|                    | [[Archivo:{{{BANDERA LOCAL}}}\|border\|30px]] | [[Archivo:{{{BANDERA VISITA}}}\|border\|30px]] |
| Tiros              | 12                                            | 14                                             |
| Tiros a puerta     | 5                                             | 10                                             |
| Faltas             | 10                                            | 18                                             |
| Saques de esquina  | 4                                             | 8                                              |
| Fueras de juego    | 3                                             | 3                                              |
| Posesión del balón | 59%                                           | 41%                                            |

| Alineación inicial |

## Tras el encuentro
Al alzarse con la copa, el Arsenal se convirtió en el primer equipo en hacerlo en dos ocasiones seguidas desde la victoria del Tottenham Hotspur en la final de 1982. Tras el partido, Wenger comentó que su equipo «obtuvo el trofeo que deseaba» mientras que Strachan admiró la actuación del Southampton: «Estoy muy orgulloso de la manera en la que compitieron. No les podría haber pedido nada más». Keown dijo que una victoria en la FA Cup es «lo mejor que te puede pasar» y Seaman observó que la decepcionante derrota contra el Manchester United había incitado al equipo a ganar. Los expertos futbolísticos Alan Hansen, Peter Schmeichel y Mark Hughes estuvieron de acuerdo en que el Arsenal mereció la victoria.
La victoria del Arsenal le proporcionó una plaza en la Community Shield —la Supercopa de Inglaterra, en la que se enfrentan el campeón de liga y el de la FA Cup—, en la que jugaría frente al Manchester United, que se había alzado con el trofeo de la undécima edición de la FA Premier League. Los ganadores de la FA Cup se hacían con una plaza en la Copa de la UEFA. No obstante, como el Arsenal ya se había clasificado para la Liga de Campeones de la UEFA por su posición en la liga, dicha plaza la recibió el subcampeón, el Southampton.
Tanto la British Broadcasting Corporation —conocida como BBC— como Sky Sports emitieron el encuentro en directo. Por una parte, la BBC One proporcionó la transmisión en abierto, mientras que por otra, Sky Sports 1 fue la alternativa de pago. La BBC One acaparó la mayoría de los videntes, con un pico de audiencia de 9,6 millones de espectadores —un 55,7% de cuota de pantalla— a las 16:50 (BST) y una media de 8,3 millones —55%, la mayor audiencia para una final de la FA Cup en cuatro años—. La cobertura de la final comenzó en el canal público a las doce y diez del mediodía y la siguieron una media de 5,3 millones de espectadores —44,4%—.